# Carucedo
Carucedo è un comune spagnolo di 669 abitanti situato nella comunità autonoma di Castiglia e León.